# Petrel Creek
Petrel Creek är ett vattendrag i Antarktis. Det ligger i Sydshetlandsöarna. Argentina, Chile och Storbritannien gör anspråk på området.